# Lijst van nummer 1-albums in de LP Top 50 in 1976
Onderstaande albums stonden in 1976 op nummer 1 in de LP Top 50, de voorloper van de huidige Media Markt Album Top 40. De lijst werd samengesteld door de Stichting Nederlandse Top 40.
| Nummer | Datum        | Artiest                   | Titel                     | Opmerking                 |
| ------ | ------------ | ------------------------- | ------------------------- | ------------------------- |
|        | 3 januari    | geen LP Top 50 verschenen | geen LP Top 50 verschenen | geen LP Top 50 verschenen |
| 68     | 10 januari   | George Baker Selection    | A Song for You            |                           |
| 69     | 17 januari   | Queen                     | A Night at the Opera      |                           |
|        | 24 januari   | Queen                     | A night at the opera      |                           |
|        | 31 januari   | Queen                     | A night at the opera      |                           |
|        | 7 februari   | Queen                     | A night at the opera      |                           |
|        | 14 februari  | Queen                     | A night at the opera      |                           |
|        | 21 februari  | Queen                     | A night at the opera      |                           |
|        | 28 februari  | Queen                     | A night at the opera      |                           |
|        | 6 maart      | Queen                     | A night at the opera      |                           |
|        | 13 maart     | Queen                     | A night at the opera      |                           |
| 70     | 20 maart     | Status Quo                | Blue for You              |                           |
|        | 27 maart     | Status Quo                | Blue for You              |                           |
|        | 3 april      | Status Quo                | Blue for You              |                           |
| 71     | 10 april     | Diverse artiesten         | Juke Box Rock             | Verzamelalbum             |
|        | 17 april     | Diverse artiesten         | Juke Box Rock             | Verzamelalbum             |
|        | 24 april     | Diverse artiesten         | Juke Box Rock             | Verzamelalbum             |
|        | 1 mei        | Diverse artiesten         | Juke Box Rock             | Verzamelalbum             |
|        | 8 mei        | Diverse artiesten         | Juke Box Rock             | Verzamelalbum             |
| 72     | 15 mei       | The Rolling Stones        | Black and Blue            |                           |
|        | 22 mei       | The Rolling Stones        | Black and Blue            |                           |
|        | 29 mei       | The Rolling Stones        | Black and Blue            |                           |
|        | 5 juni       | The Rolling Stones        | Black and Blue            |                           |
| 73     | 12 juni      | The Rolling Stones        | Stones Story              |                           |
|        | 19 juni      | The Rolling Stones        | Stones Story              |                           |
|        | 26 juni      | The Rolling Stones        | Stones Story              |                           |
|        | 3 juli       | The Rolling Stones        | Stones Story              |                           |
|        | 10 juli      | The Rolling Stones        | Stones Story              |                           |
| 74     | 17 juli      | Neil Diamond              | Beautiful Noise           |                           |
|        | 24 juli      | Neil Diamond              | Beautiful Noise           |                           |
|        | 31 juli      | Neil Diamond              | Beautiful Noise           |                           |
|        | 7 augustus   | Neil Diamond              | Beautiful Noise           |                           |
|        | 14 augustus  | Neil Diamond              | Beautiful Noise           |                           |
|        | 21 augustus  | Neil Diamond              | Beautiful Noise           |                           |
|        | 28 augustus  | Neil Diamond              | Beautiful Noise           |                           |
| 75     | 4 september  | ABBA                      | The Best of ABBA          |                           |
|        | 11 september | ABBA                      | The Best of ABBA          |                           |
|        | 18 september | ABBA                      | The Best of ABBA          |                           |
|        | 25 september | ABBA                      | The Best of ABBA          |                           |
|        | 2 oktober    | ABBA                      | The Best of ABBA          |                           |
|        | 9 oktober    | ABBA                      | The Best of ABBA          |                           |
|        | 16 oktober   | ABBA                      | The Best of ABBA          |                           |
|        | 23 oktober   | ABBA                      | The Best of ABBA          |                           |
|        | 30 oktober   | ABBA                      | The Best of ABBA          |                           |
| 76     | 6 november   | Bryan Ferry               | Let's Stick Together      |                           |
|        | 13 november  | Bryan Ferry               | Let's Stick Together      |                           |
| 77     | 20 november  | ABBA                      | Arrival                   |                           |
|        | 27 november  | ABBA                      | Arrival                   |                           |
|        | 4 december   | ABBA                      | Arrival                   |                           |
|        | 11 december  | ABBA                      | Arrival                   |                           |
|        | 18 december  | ABBA                      | Arrival                   |                           |
|        | 25 december  | ABBA                      | Arrival                   |                           |

Lijsten van nummer 1-albums in de Nederlandse Album Top 100

1969 ·
1970 ·
1971 ·
1972 ·
1973 ·
1974 ·
1975 ·
1976 ·
1977 ·
1978 ·
1979 ·
1980 ·
1981 ·
1982 ·
1983 ·
1984 ·
1985 ·
1986 ·
1987 ·
1988 ·
1989 ·
1990 ·
1991 ·
1992 ·
1993 ·
1994 ·
1995 ·
1996 ·
1997 ·
1998 ·
1999 ·
2000 ·
2001 ·
2002 ·
2003 ·
2004 ·
2005 ·
2006 ·
2007 ·
2008 ·
2009 ·
2010 ·
2011 ·
2012 ·
2013 ·
2014 ·
2015 ·
2016 ·
2017 ·
2018 ·
2019 ·
2020 ·
2021 ·
2022 ·
2023 ·
2024 ·
2025

Lijsten van nummer 1-albums van de Stichting Nederlandse Top 40

1969 ·
1970 ·
1971 ·
1972 ·
1973 ·
1974 ·
1975 ·
1976 ·
1977 ·
1978 ·
1979 ·
1980 ·
1981 ·
1982 ·
1983 ·
1984 ·
1985 ·
1986 ·
1987 ·
1988 ·
1989 ·
1990 ·
1991 ·
1992 ·
1993 ·
1994 ·
1995 ·
1996 ·
1997 ·
1998 ·
1999 ·
2011 ·
2012 ·
2013 ·
2014 ·
2015
- Nederland
- Nederland (LP Top 50)